# Antiautoritaire opvoeding
Een antiautoritaire opvoeding is een opvoedingsmodel.
Er wordt onder verstaan dat ouders of opvoeders zich niet boven hun kinderen plaatsen, maar dialoog zoeken op een gelijkwaardige manier. Zoals met iedere andere vorm van opvoeding kent ook deze opvoeding positieve en negatieve kanten.
Een voordeel is dat kinderen leren om zich in te leven in een ander, en om te overleggen voordat een beslissing wordt genomen. Een nadeel is dat niet alle ouders de vaardigheden hebben om hun kinderen op de juiste manier te benaderen om deze werkwijze effectief te laten zijn en de methode er snel toe leidt dat grenzen vervagen en duidelijkheid en structuur ontbreekt.
Deze opvoedingswijze is betrekkelijk nieuw, vóór de jaren 60 van de 20e eeuw werd anti-autoritaire opvoeding vrijwel nergens  toegepast.